# Jeffery Taylor
Jeffery Matthew Taylor, född 23 maj 1989 i Norrköping, är en svensk basketspelare som spelar för Real Madrid i Liga ACB.

## Karriär
Jeffery Taylor flyttade från Sverige som 17-åring. Den 3 november 2012 gjorde han sin debut i NBA och blev då efter Jonas Jerebko den andre svensken att spela i NBA. Taylors debut innebar speltid i 6 minuter och inga gjorda poäng. De första veckorna efter debuten har därefter varit oväntat framgångsrika för Taylor. Trots att han är lagets lägst betalde spelare så har han successivt fått mer speltid. Den 19 november 2012 spelade han hela 32 minuter, gjorde 10 poäng (sin bästa poäng dittills) fyra assist och tog två offensiva returer. 
Taylor anser att hans eget skytte och försvarsspel är hans starka sidor, medan anfallsspelet är en av hans sämre sidor. Han debuterade 22 augusti 2013 i det svenska landslaget och gjorde 33 poäng i landslagsdebuten mot Storbritannien i en träningsturnering i polska Lublin.
Den 25 september 2014 greps Taylor på ett hotell i East Lansing, Michigan, misstänkt för bland annat misshandel av sin flickvän. Taylor släpptes senare mot en borgen på 5 000 dollar, men dömdes i slutet av oktober 2014 till 18 månaders skyddstillsyn för misshandel. Han tvingas också att gå ett 26 veckor långt rehabiliteringsprogram och fick inte dricka alkohol under skyddstillsynen. Svenska basketförbundet stängde av honom från landslaget fram till september 2015.  NBA meddelade den 19 november 2014 hans disciplinära påföljd, vilket blev 24 matchers avstängning utan lön. Hans dåvarande arbetsgivare Charlotte Hornets tog inte något särskilt beslut i frågan.